# メフォ手形

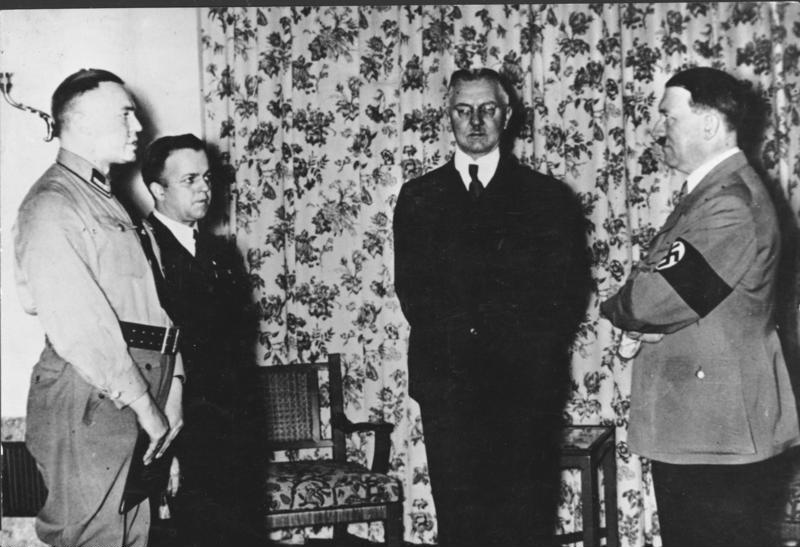
シャハト（中央）とヒトラー。1936年

メフォ手形（メフォてがた、ドイツ語: Mefo-Wechsel）は、ナチス・ドイツにおいて、軍事費調達のために創出された割引手形。決済のみに用いられる純然たる商業手形ではなく、融通手形や疑似商業手形とも形容されている。1933年から1937年までの軍事費総計324億ライヒスマルクの内、メフォ手形によって捻出されたのは3分の2に近い204億ライヒスマルクであるなど、ナチス・ドイツにおける秘密軍備計画において重要な役割を果たした。「メフォ(Mefo)」とはこのスキームのために創設されたペーパーカンパニーである「有限会社冶金研究協会、(ドイツ語:Metallurgische Forschungsgesellschaft)」の短縮語に由来する。

## 前史

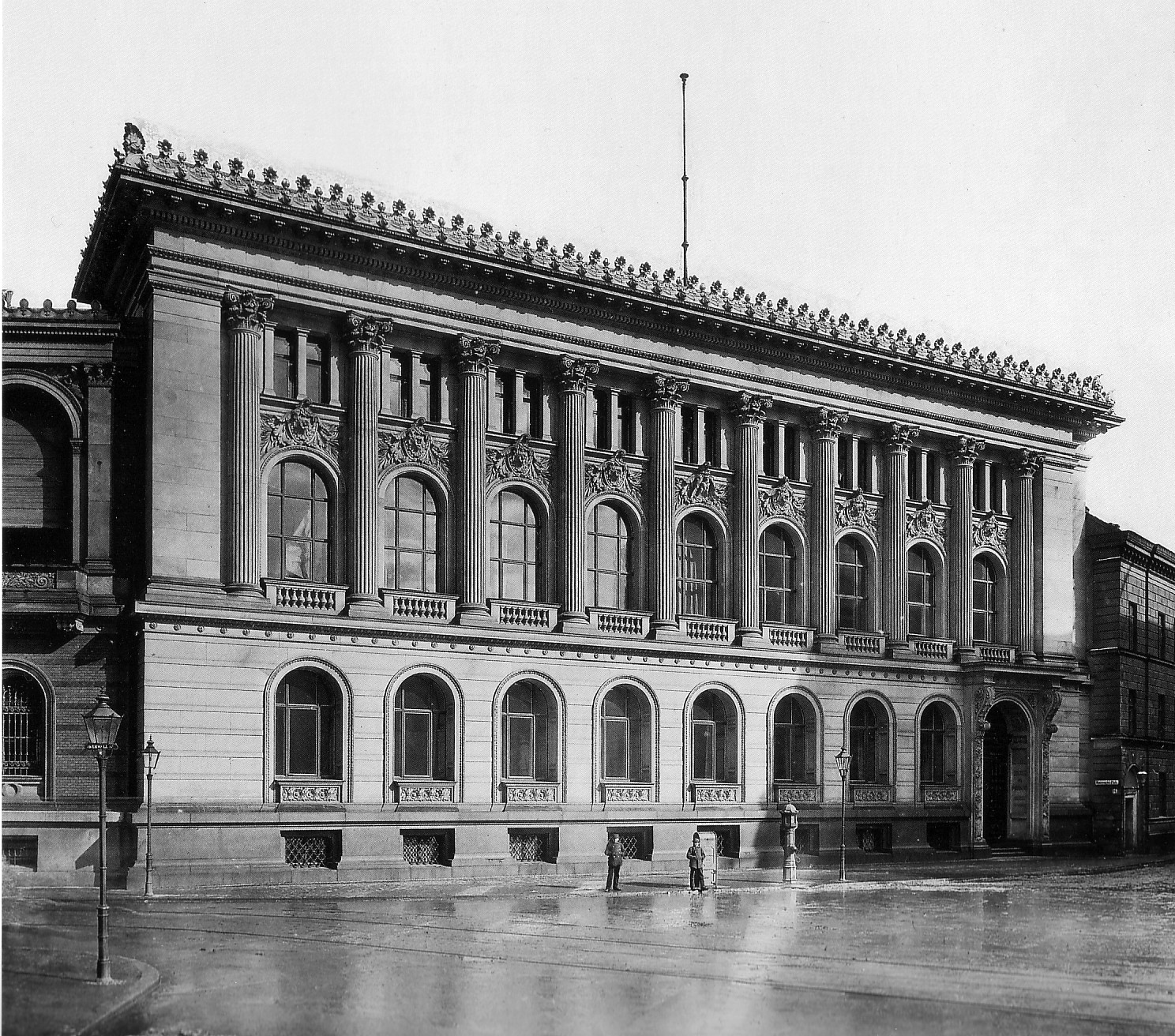
ライヒスバンクの建物(1903年)

世界恐慌後の失業者増加に対し、ライヒ（ヴァイマル共和国）政府には抜本的な対策を要求する声が殺到していた。しかし財源不足な上に、資本市場が停滞している状況では公債発行もままならなかった。1932年初頭より、政府内部では労働者雇用政策の財源を手形によって調達することが検討されはじめ、9月に発表されたパーペン計画、1933年1月に決定した緊急計画において採用された。具体的には政府・公共団体が発注した事業を受注した企業が、公共金融機関を引き受け手とする手形を振り出し、ライヒスバンクが再割引を保証し、銀行または銀行団が割引き、期間内にライヒスバンクがこれを決済するというものであった。パーペン計画では手形償還額を予算に計上すること、緊急計画ではライヒスバンクに租税証券が納入されることが保証となった。ヒトラー内閣成立後の雇用計画でも踏襲され、1933年3月の緊急計画の拡大、6月1日の第一次ラインハルト計画、9月21日の第二次ラインハルト計画でも手形による資金調達が行われた。
首相アドルフ・ヒトラーはかねてから再軍備を唱えていたが、1933年2月9日の政府委員会において緊急計画は再軍備を実行するために最適のものであり、軍備を政治的に偽装する手段であると言明した。このため雇用創出計画が再軍備に流用されたという説も唱えられている。1937年までの財政関係文書の多くは1945年の敗戦に伴う混乱の中で焼却されたか散逸してしまったため、このあたりの経緯は必ずしも明確ではなく、追跡も困難である。

## 軍備費手形の導入決定
1933年に首相に就任した際、ヒトラーはライヒスバンク総裁で元首相のハンス・ルターに対し、軍事費のためにどれだけ調達できるかを問いただした。ルターは1億ライヒスマルクが限度であると答えたが、これはヒトラーを大いに失望させた。3月中旬、ヒトラーは元ライヒスバンク総裁ヒャルマル・シャハトに同じ質問をしたところ、シャハトは具体的な金額をあげなかったものの、軍拡に協力すると述べた。これによりルターは解任され、シャハトがライヒスバンク総裁の座につくこととなった。
当時、ライヒスバンクは過去のハイパーインフレの経験から、信用供与の限度額が1億ライヒスマルク、国庫手形割引は4億ライヒスマルクに制限されていた。このため軍拡の資金調達には特別な方策が必要であった。4月4日、政府はルートヴィヒ・シュヴェリン・フォン・クロージク財務相に対し、「国防軍の再編成に必要な資金を、その源泉を顧慮することなく、意図される措置が国の内外の世論によっていかなる点も見破られることがない規模と形態において準備し、提供する」指示を発出した。この指示で意図されていたのは予算外による調達、つまり手形によるものであった。また、この閣議決定によって、国防省の支出は財務省の監督から離れることになり、ほとんど意図通りの軍拡が行われることになった。
軍備費手形の導入が決定されたのは、1933年5月から6月の間であったと見られている。シャハトは軍備費として、8年間に350億ライヒスマルクの資金調達を、以下の条件の下で行うことを約束している。
1. 総額が350億ライヒスマルクを超えないこと
2. 短期金融市場及び資本市場の統制
3. 遅くとも5年以内に軍備手形の償還を開始すること
4. 価格及び賃金の現行水準を堅持すること

総額350億ライヒスマルクについては、軍備費手形の総額であったという意見もあるが、クロージクは手形発行額の総額は決定されていなかったと証言しており、国防軍経済・軍備局のトレーヴスも、350億ライヒスマルクは軍の総支出であるという見解を示している。
シャハトはこれらの措置が景気回復の切り札となると考えており、さらにライヒスバンクが国防省や財務省に対して優位に立てるというもくろみもあった。また、ヒトラーの要求する過度な軍拡が通貨を危機に陥れ、戦争にもつながる危険があると述べている。シャハトはこれを踏まえ、通貨危機を招かない、そして戦争を起こさない程度の軍拡を前提としてメフォ手形を考案したとしている。シャハトによればメフォ手形は「危険」ではあったが、理性的な財政管理と結びついていれば制御は可能であり、5年以内に償還を行えば成功裏に終わったとしている。

## メフォ手形の導入
6月上旬、シャハトを中心とする少数の指導者によって、メフォ手形の創出が決定された。1933年8月15日、クルップ、ティッセン、シーメンス、グーテホフヌングスヒュッテ、ドイツ工業企業が20万ライヒスマルクずつ拠出を行い、有限会社冶金研究協会（ドイツ語: Metallurgische Forschungsgesellschaft m.b.H.、略称:MEFO）が創立された。この会社の役員会はライヒスバンク、国防省、航空省の代表それぞれ一名ずつで構成されており、職員はライヒスバンクからの出向者であるという、事実上のペーパーカンパニーであった。MEFOは創設してまもなく手形の振り出しを開始した。この手形は冶金研究協会の略称MEFOに基づいてメフォ手形と呼ばれる。1934年5月にはティッセンにかわって合同製鋼が出資会社となっている。
この仕組みは、国防省からの受注を行った企業が手形を振り出し、MEFOがその引受人となる。ライヒスバンクはその再割引を保証し、ライヒ政府が支払義務を負うものであった。ライヒスバンクは1924年の銀行法によって、振出人と引受人のみの署名しかない手形を、全手形保有高の33％までしか引き受けられないという規定があった。このため、MEFOと人的に関連のある「工業製品会社」（ドイツ語: Handelsgesellschaft für Industrieerzeugnisse  m.b.H.、略称:Hafi）が裏書きを行った。また、最初の手形にくわえて、3ヶ月の延長手形が複数枚発行された。手形の仕組み自体は雇用創出事業の際に取られたものと変わりないものの、支払保証のための国庫証券の発行も行われず、秘密保持のために手形の償還額が予算に計上されることはなかった。
償還開始時期は延長手形によって延長することが出来るが、その時期は1939年第一四半期を超えないこととされた。

## 1936年の改訂
1936年1月、メフォ手形の制度を一般の商取引慣習にあわせるという名目で、制度の改定が行われた。これは当初の仕組みでは1939年に償還が殺到することが見込まれたこと、さらに軍備費のさらなる増大が見込まれたことによる。償還期間は5年以内となり、1939年を超える償還延長も可能になった。さらに雇用創出手形償還の財源を、メフォ手形の償還に流用することも行われた。

## メフォ手形の実態
メフォ手形によって調達された資金は、各軍に配分された。ドイツ海軍においては「5月計画」と呼ばれている。軍の支出は1933年の7億4580万ライヒスマルクから、1937年の82億7259万ライヒスマルクと10倍以上になっている。1935年までの時期は、多くの部分がドイツ空軍に渡されたと見られている。1941年に海軍財政局は1933年以降の状態を回顧して、困難がなかったわけではないが、「（資金は）常にほとんど無制限に提供された」としている。
メフォ手形を受け取った企業家の大半は、満期をまたずに民間銀行やライヒスバンクで現金化した。このためメフォ手形の多くは金融市場に流れたが、銀行にとっても有利な投資手形だったメフォ手形は歓迎された。当時の貯蓄銀行の投資総額の30％はメフォ手形への投資に回されていた。満期になったメフォ手形も支払手段として利用され、流通していた。
1937年度までに発行されたメフォ手形の総額は204億ライヒスマルクに達していた。1938年3月10日にライヒ財務省が策定した文書では、120億ライヒスマルクがメフォ手形で創出できる信用の限度であったと明言されている。1937年度を除いてメフォ手形の償還額の決済表示は残っていないが、この年の年末時点で120億ライヒスマルクのメフォ手形が流通していた。これは各軍によって、84億ライヒスマルク分のメフォ手形の早期償還が行われたことによるものであり、1934年から1937年までの陸海軍の会計上の支出は、1937年では39億1850万ライヒスマルクが償還費であるなど、半分近くがメフォ手形償還にあてられるという状態であった。しかしこれは政府が新たに公債を借り換え、その調達資金を償還にあてただけのことであり、政府全体の債務としては残ったままであった。
| 年度             | 1933年 | 1934年  | 1935年  | 1936年  | 1937年  | 1938年  |
| ---------------- | ------ | ------- | ------- | ------- | ------- | ------- |
| 公債収入         | 92.1   | 1,039.6 | 2,065.7 | 3,003.8 | 3,959.9 | 7,534.3 |
| メフォ手形の償還 | -      | 712.4   | 979.3   | 2,799.2 | 3,918.5 | 5.2     |

| 年度                                        | 1933年 | 1934年  | 1935年  | 1936年  | 1937年   | 1938年   | 1939年   |
| ------------------------------------------- | ------ | ------- | ------- | ------- | -------- | -------- | -------- |
| 年度末流通在高                              | 702.4  | 2,145.0 | 4,860.0 | 9,312.0 | 12,000.0 | 11,933.0 | 11,444.0 |
| ライヒスバンク保有の残高 （暦年末）         | 60     | 1,412   | 3,852   | 6,305   | 8,680    | 11,933   | 11,448   |
| ライヒスバンク保有の 全特殊手形額（暦年末） | 1,644  | 3,201   | 5,460   | 7,058   | 9,197    | 12,426   | 11,942   |

## メフォ手形償還問題
1937年、ライヒスバンク総裁の任期を終えるシャハトの再任をヒトラーは望んだが、シャハトは留任の条件として1年後のメフォ手形発行の停止と、流通を120億ライヒスマルク分に押さえることを要求した。ヒトラーはこれに応じ、メフォ手形の発行は1938年3月末で停止された。しかしシャハトは1937年11月に経済相と全権委員を解任されている。
メフォ手形の発行は終了したが、納入者国庫証券という国庫割引証券が導入された。この証券は支払延長が認められなかったために、ライヒ政府は早めの償還を行わざるを得ず、メフォ手形の償還は一旦延期された。この頃には、メフォ手形はほとんどライヒスバンクと金割引銀行の保有となり、ライヒスバンクと金割引銀行の手形保有の90％以上がメフォ手形で占められる事態となった。ライヒ財務省および関係当局は出来るだけメフォ手形が市中に出回るように努力したものの、効果はまったく無かった。1938年中には33億ライヒスマルクのメフォ手形の再割引がライヒスバンクに求められたものの、政府財政はこれに応じることは出来ず、27億ライヒスマルク分の紙幣が増刷される事態となっている。ライヒスバンクのメフォ手形を含む手形保有の増大は市中紙幣の増大を招き、インフレ圧力が強まった。また、メフォ手形及びライヒスバンク・ライヒ政府が発行した手形の債務は短期金融市場を圧迫し、さらにヒトラーの拡張政策による軍備費の増大もあり、1938年9月と12月にはライヒ政府が支払困難になるという事態に陥っている。1939年1月7日、シャハトらライヒスバンク首脳陣はさらなる債権発行はインフレーションを招く危険性を説く抗議文をヒトラーの元に送った。ヒトラーは「これは反乱だ」と述べ、シャハトと理事全員が解任された。

## 破綻
1938年中には31億ライヒスマルク、1941年から1943年にかけては83億ライヒスマルクの償還が決まっていたが、実行できる見込みは全くなかった。シャハトの後任となったヴァルター・フンクらはヒトラーの要求に従い、メフォ手形の償還を当面行わず、書き換えで対応することとした。ライヒスバンクと財務省の交渉の結果、1939年以降、国庫によって毎年6億ライヒスマルクずつメフォ手形の償還が行われることになったが、1945年2月末の段階で発行総額の3分の2に当たる84億4441万ライヒスマルクの残高が残っていた。